# Андора на Светском првенству у атлетици у дворани 2024.
Андора је учествовала  на 19. Светском првенству у атлетици у дворани 2024. одржаном у Глазгову од 1. до 3. марта тринаести пут. Репрезентацију Андоре представљао је један атлетичар, који се такмичио у трци на 60 метара.,
На овом првенству такмичар Андоре није освојио ниједну медаљу нити остварио неки резултат.

## Учесници
Мушкарци:
- Guillem Arderiu Vilanova — 60 м

## Резултати

### Мушкарци
| Атлетичар                | Дисциплина | Лични рекорд | Квалификација | Квалификација | Полуфинале           | Полуфинале           | Финале               | Финале       | Детаљи |
| Атлетичар                | Дисциплина | Лични рекорд | Резултат      | Место         | Резултат             | Место                | Резултат             | Место        | Детаљи |
| ------------------------ | ---------- | ------------ | ------------- | ------------- | -------------------- | -------------------- | -------------------- | ------------ | ------ |
| Guillem Arderiu Vilanova | 60 м       | 7,04         | 7,03 ЛР       | 5. у гр. 2    | Није се квалификовао | Није се квалификовао | Није се квалификовао | 39 / 49 (50) |        |